# Cladorhiza septemdentalis
Cladorhiza septemdentalis är en svampdjursart som beskrevs av Koltun 1970. Cladorhiza septemdentalis ingår i släktet Cladorhiza och familjen Cladorhizidae. Inga underarter finns listade i Catalogue of Life.